# Алмаз (фильм, 2010)
«Алмаз» — киргизский документальный фильм (2010, реж. Эльнура Осмоналиева).

## Сюжет
Фильм рассказывает о судьбе мальчика, чьи родители приехали в Бишкек в поисках работы. В тяжелых обстоятельствах юному Алмазу приходится работать, отодвигая своё обучение на второй план, но лишь на время. Через годы, победив не только нищету, но и смертельную болезнь, продавец лимонада, сборщик стеклопосуды и тачкист Алмаз возвращается к учёбе и приезжает в Голландию. Эта поездка становится для Алмаза символом его победы над безысходностью.

Эта трогательная и вдохновляющая история рассказана неторопливо, без прикрас, но и без сенсациозности. Перед нами фильм разрушающий стереотипы и представляющий нового героя нашего времени— 

## Участие в фестивалях
- Международный кинофестиваль «Звёзды Шакена», приз за лучший неигровой полнометражный фильм
- Открытый фестиваль стран СНГ и Балтики «Киношок»
- Открытый всероссийский фестиваль документального кино «Соль Земли», Диплом Жюри
- Международный фестиваль документальных фильмов по правам человека «Бир Дуйно», «Диплом за вклад в поднятие вопросов о правах человека»

## О режиссёре
Эльнура Осмоналиева — начинающий режиссёр, выпускница факультета международной и сравнительной политики Американского Университета Центральной Азии.
Её главный посыл в режиссуре — создание фильмов для позитивных перемен в Кыргызстане.